# Шир
Шир (англ. Shire) — традиционная административно-территориальная единица на Британских островах, существующая со времён англосаксонского завоевания и распространившаяся на всю территорию Англии в X веке. Кроме Великобритании и Северной Ирландии применяется в Австралии.

## Этимология
Слово «Шир» имеет протогерманское происхождение, восходит к древнегерманскому «Шкира» (scira), применяется в значении «округ», «окру́га». После норманнского завоевания в оборот наравне с широм было введено слово «графство» (county). Шир и графство в территориальном смысле являются практически синонимами, одна и та же территория может называться «широм» и «графством», в административном несколько отличаются, поскольку шир не требует наличия графа, как главы данной территориальной единицы, может самоуправляться.

## Распространение
В тех регионах Британии, где норманнское влияние было наименьшим (на севере страны), шир доминировал над графством до XIX века.
На начальном этапе британской колонизации Северной Америки, там тоже существовали ширы, которые через несколько лет стали графствами, а впоследствии округами.
В Австралии шир до сих пор является основной единицей местного самоуправления везде, кроме Южной Австралии и Тасмании.